# 마리우폴 극장 공습
2022년 3월 16일, 우크라이나 마리우폴의 도네츠크 지역 드라마 극장이 러시아 공군에 의해 러시아의 우크라이나 침공 중 폭격당했다. 3월 16일 마리우폴 포위 이전 극장은 공습 대피소로 사용되어 1,300명의 민간인을 수용했고, 최소 600명의 사망자가 발생되었다고 추정된다.
우크라이나는 러시아군이 민간인들이 대피한 극장을 고의로 폭격했다고 비난했다. 러시아 국방부는 혐의를 부인하고 극우 우크라이나 민병대인 아조프 대대가 건물을 폭파했다고 비난했다.
OSCE 보고서는 이 사건의 러시아의 전쟁 범죄로 규정될 가능성이 가장 높다고 결론지었다.

## 배경

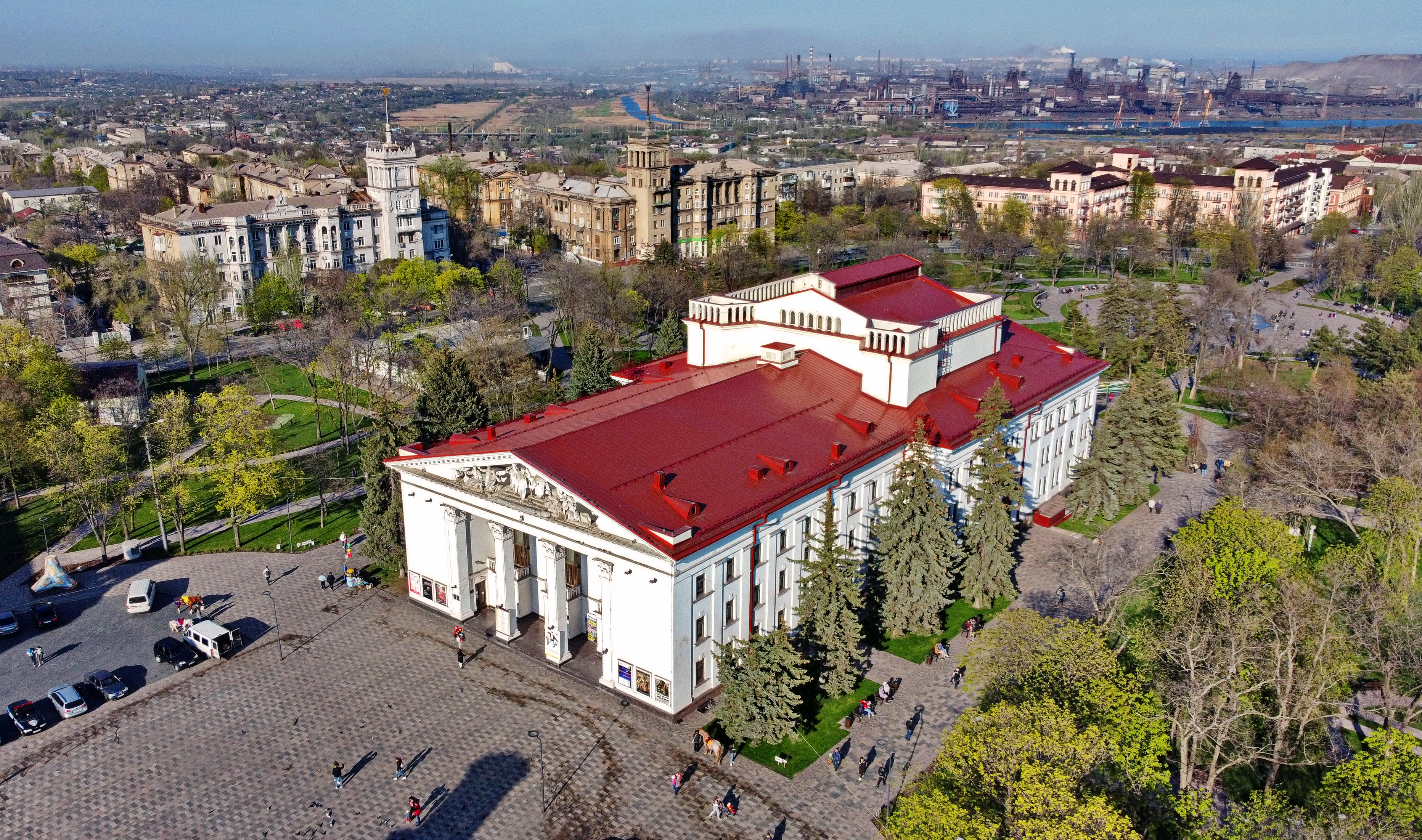
2021년 촬영된 극장

2월 24일, 러시아군은 친러시아 반군과 협력하여 항구 도시인 마리우폴을 포위하여 많은 사상자를 냈다. 시민들은 식량, 가스, 전기와 같은 공급이 차단되었다. 마리우폴 부시장인 세르게이 오를로프는 3월 17일까지 포격으로 도시의 80~90%가 파괴된 것으로 추정했다.

### 대피소
극장은 2022년 러시아의 우크라이나 침공으로 파괴된 여러 우크라이나 문화유산 중 하나이다. 2022년 3월 14일에 촬영된 극장의 위성 이미지로 '어린이'(러시아어: дети)라는 단어가 극장 밖의 두 곳에 표시되었음이 확인되었다. 이는 침략군에게 극장을 군사 목표물이 아니라, 어린이들이 있는 민간 공습 대피소임을 인식시키기 위한 것이었다.
마리우폴 시의회 관계자는 극장이 도시에서 가장 큰 단일 공습 대피소였으며, 공격 당시 여성과 어린이만 수용했다고 밝혔다. 휴먼 라이츠 워치는 마리우폴에서 온 난민들을 인터뷰했고, 3월 16일 이전 며칠 동안 극장에 약 500~800명이 대피했다고 말했다.

## 공격

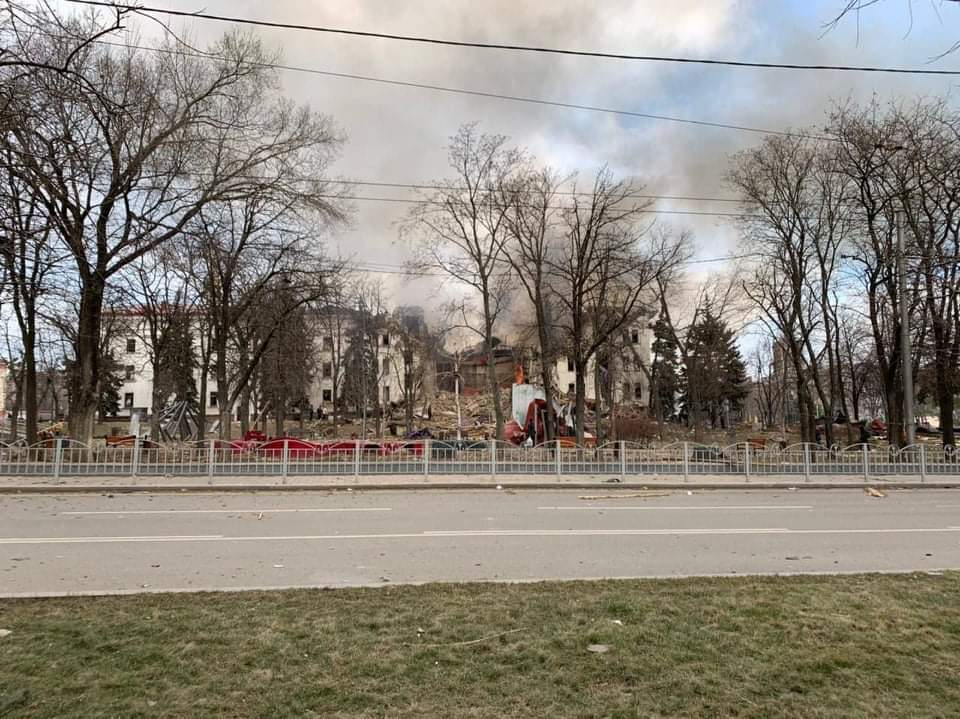
피해를 입은 극장 (로드뷰).

3월 16일 우크라이나는 러시아군이 마리우폴에서 민간인 지역을 포격했다고 비난했다. 포병은 수영장 건물과 차량 호송대 등 여러 위치를 공격했다. 그런 다음 극장을 포격하여 건물을 파괴했다.
극장은 3월 16일 이전 500 ~ 1,200명의 민간인을 수용한 것으로 추정되었지만 사상자 수치는 2022년 3월 16일 기준 알려지지 않았다. 극장 지하의 대피소는 폭격에서 살아남았다. 많은 사람들이 공격 이후 무너진 극장 아래에 갇혔고, 이 지역에서 계속되는 포격으로 복구 노력이 어려워졌다.
마리우폴의 우크라이나 의회 의원인 드미트로 구린은 러시아군의 계속되는 공격으로 구조 활동이 차질을 빚고 있다고 말했다.
3월 25일, 공격 직후의 여파를 보여주는 동영상이 소셜 미디어에 올라왔다.

## 희생자
2022년 3월 17일 기준, 사상자의 수는 밝혀지지 않았고, 일부 생존자가 잔해 밖으로 나왔다. 3월 18일까지, 생존자 130명이 구출되었다. 마리우폴 시의회는 중상자 한명이 있으나 아무도 죽지 않았다고 말했다.
3월 22일까지 130명이 구조되었지만 수백 명이 여전히 잔해 아래에 갇혀 있을 가능성이 있다고 젤렌스키는 주장했다.
3월 25일, 마리우폴 시의회는 마리우폴 극장 공습으로 약 300명이 사망한 것으로 추정된다고 발표했다. 이는 목격자 진술을 참고하여 추정한 것이며 제3자로부터 검증되지는 않았다.

## 반응
우크라이나 대통령 젤렌스키는 러시아가 전쟁범죄를 저질렀다고 비난했다.
러시아 언론은 러시아 국방부가 폭격 책임을 부인하고 아조프 대대가 폭격을 계획 및 수행했다고 비난했다고 널리 보도했다. 러시아 공군은 도시 내에서 공습을 수행하지 않았다고 주장하며, 민간인을 "인질로 잡고" 극장의 고층을 폭파한 아조프 대대를 비난했다.
이탈리아 문화부 장관 다리오 프란체스키니는 우크라이나 정부에 극장 재건을 제안했다.

## OSCE 보고서
2022년 4월 13일, 유럽 안보협력기구(OSCE)는 마리우폴 전역의 공습을 다룬 보고서를 발표했으며 러시아군이 전쟁 범죄를 저질렀을 가능성이 가장 높다고 밝혔다.
러시아는 이것이 합법적인 목표물이라 주장하는 대신 우크라이나의 아조프 대대가 폭파시켰다고 주장했다. 파견단은 이를 받아들일 만한 어떠한 징후도 인식하지 못했다. 이 사건은 국제인도법의 지대한 위반이며, 본 공습의 지시자와 실행자가 저지른 것은 전쟁 범죄이다.

## 같이 보기
- 마리우폴 예술학교 폭격
- 마리우폴 병원 공습

### 보고서
- Wolfgang Benedek, Veronika Bílková, Marco Sassòli (2022년 4월 13일). “Report on Violations of international Humanitarian and Human Rights Law, War Crimes and Crimes against Humanity Committed in Ukraine since 24 February 2022” (PDF). 《OSCE》. Warsaw.